# 努舍市镇
努舍市镇（瑞典語：Norsjö kommun）是瑞典北部西博滕省的一个市镇。其治所位于努舍。